# Mohamed Zidan
Mohamed Zidan född 11 december 1981 i Port Said är en egyptisk före detta fotbollsspelare som senast spelade för Baniyas SC och har även gjort 44 landskamper för Egyptens landslag. Han spelade fram till det avgörande målet mot Kamerun i finalen av Afrikanska mästerskapet i fotboll 2008.